# Hearin' Aid
Hearin' Aid är en svensk hiphop-duo bestående av Damon Frost och Aaron Phiri.
Gruppen bildades omkring 1995, Frost hade tidigare varit medlem i gruppen 3 Pieces of a Puzzle, Phiri i Boogaloo. Hearin' Aid har gjort sig kända för experimentella och improviserade element i sin musik.
Efter att ha gett ut en EP och varit med på flera samlingsskivor kom 2005 debutalbumet The Boom Lucy, vilken belönades med flera priser, däribland P3 Guld.